# Llano Platanal
Llano Platanal är en ort i Mexiko.   Den ligger i kommunen Huautepec och delstaten Oaxaca, i den sydöstra delen av landet, 290 km sydost om huvudstaden Mexico City. Llano Platanal ligger 1 177 meter över havet och antalet invånare är 129.
Terrängen runt Llano Platanal är huvudsakligen bergig, men norrut är den kuperad. Runt Llano Platanal är det ganska glesbefolkat, med 36 invånare per kvadratkilometer. Närmaste större samhälle är Huautla de Jiménez, 9,8 km norr om Llano Platanal. I omgivningarna runt Llano Platanal växer i huvudsak städsegrön lövskog.